# Stagmomantis costalis
Stagmomantis costalis är en bönsyrseart som beskrevs av Hermann Burmeister 1838. Stagmomantis costalis ingår i släktet Stagmomantis och familjen Mantidae. Inga underarter finns listade i Catalogue of Life. Den finns i Amerika.